# Газанбулаг (посёлок)
Газанбулак (азерб. Qazanbulaq) — посёлок городского типа в Геранбойском районе Азербайджана. Посёлок расположен в 9 км от железнодорожной станции Кюрюк-Чай (на линии Евлах — Акстафа).
Статус посёлка городского типа с 1949 года.

## Этимология
Слово Казан имеет значения «котловина», «впадина».

## Население
| 1959 | 1970 | 1979 | 1989 | 2011 |
| ---- | ---- | ---- | ---- | ---- |
| 561  | 652  | 644  | 545  | 800  |

На 1 января 2024 года в посёлке проживал 881 чел. Из них 434 мужчины, 447 женщин. 

## Экономика
В период Азербайджанской ССР в Казанбулаке функционировал завод театрального оборудования. Велась добыча нафталанной нефти.
23 июня 2025 года открыто предприятие по производству строительных материалов «Konstralab Industries» площадью 5 гектар. Предприятие будет производить гипсокартон, грунтовую и облицовочную гипсовую продукцию, в том числе гипсокартонные плиты, сухие смеси на основе гипса. Планируется также производство кальцита, перлита, металлических профилей.